# Hunte
Pour les articles homonymes, voir Hunte (homonymie).
La Hunte est une rivière d'Allemagne qui coule en Basse-Saxe, affluent de rive gauche de la Weser.

## Géographie
La rivière prend sa source dans la chaîne des Wiehengebirge. Son cours, long de 189 km, est principalement orienté au nord et arrose les villes de Bad Essen, Diepholz, Wildeshausen et Oldenbourg. Au sud de Diepholz, elle forme le lac Dümmer puis se jette dans la Weser à Elsfleth. Le cours inférieur entre Oldenbourg et la Weser est navigable. À Oldenbourg, le Küstenkanal (de) relie la Hunte à l'Ems près de Papenburg. 